# Estland op het Eurovisiesongfestival 1994
Estland nam deel aan het Eurovisiesongfestival 1994 in Dublin, Ierland. Het was de 1ste deelname van het land op het Eurovisiesongfestival. De selectie verliep via het jaarlijkse Eesti Laul, waarvan de finale plaatsvond op 26 februari 1994. ETV was verantwoordelijk voor de Estse bijdrage voor de editie van 1994.

## Selectieprocedure
De nationale finale vond plaats op 26 februari 1994 en werd gepresenteerd door Reet Oja en Guido Kangur.
In totaal deden er 10 artiesten mee aan deze nationale finale.
De winnaar werd bepaald door een jury.
| Volgorde | Artiest                                      | Lied           | Componist                                                | Punten | Plaats |
| -------- | -------------------------------------------- | -------------- | -------------------------------------------------------- | ------ | ------ |
| 1        | Evelin Samuel                                | Unelind        | Kaari Sillamaa, Priit Pajusaar                           | 73     | 6      |
| 2        | Ivo Linna                                    | Elavad pildid  | Reet Linna, Heini Vaikmaa                                | 112    | 3      |
| 3        | Airi Allvee                                  | Hingemaa       | Eero Raun, Kalle Koppel                                  | 72     | 7      |
| 4        | Hedvig Hanson and Pearu Paulus               | Kallim kullast | Kaari Sillamaa, Pearu Paulus, Alar Kotkas, Ilmar Laisaar | 147    | 2      |
| 5        | Kadi-Signe Selde                             | Miraaz         | Siiri Siimer                                             | 56     | 9      |
| 6        | Pearu Paulus                                 | Päikese lapsed | Leelo Tungal, Elo Kongo                                  | 101    | 4      |
| 7        | Evelin Samuel                                | Soovide puu    | Kaari Sillamaa, Priit Pajusaar                           | 69     | 8      |
| 8        | Henry Laks                                   | Lähedys        | Henry Laks                                               | 54     | 10     |
| 9        | Silvi Vrait                                  | Nagu merelaine | Leelo Tungal, Ivar Must                                  | 158    | 1      |
| 10       | Tõnis Kiis, Anneli Tõevere and Evelin Samuel | Ime            | Riina Varts, Heini Vaikmaa                               | 86     | 5      |

## In Dublin
In Ierland moest Estland aantreden als 10de, net na Zwitserland en voor Roemenië. Op het einde van de puntentelling bleek dat ze op een teleurstellende 24ste plaats waren geëindigd met 2 punten.
Nederland had geen punten over voor deze inzending, België deed niet mee in 1993.

### Gekregen punten

#### Finale
| 12 punten | 10 punten | 8 punten | 7 punten      | 6 punten |
| --------- | --------- | -------- | ------------- | -------- |
|           |           |          |               |          |
| 5 punten  | 4 punten  | 3 punten | 2 punten      | 1 punt   |
|           |           |          | - Griekenland |          |

### Punten gegeven door Estland

#### Finale
Punten gegeven in de finale:
| 12 punten | Polen               |
| 10 punten | Ierland             |
| 8 punten  | Noorwegen           |
| 7 punten  | Malta               |
| 6 punten  | Frankrijk           |
| 5 punten  | Verenigd Koninkrijk |
| 4 punten  | Hongarije           |
| 3 punten  | Duitsland           |
| 2 punten  | Zweden              |
| 1 punt    | Rusland             |